# Untervollmacht
Unter einer Untervollmacht versteht man die Vertretungsmacht in Rechtsgeschäften, die dann vorliegt, wenn ein bereits von Dritten Bevollmächtigter seinerseits eine Vollmacht erteilt. Dabei kann der Unterbevollmächtigte entweder direkt als Vertreter für den Geschäftsherrn oder als Vertreter des Vertreters eingesetzt werden. Durch diese zweite Art der Unterbevollmächtigung soll die Haftung des Untervertreters auf den Bestand der Untervollmacht beschränkt werden.
Untervollmachten sind nur dann wirksam, wenn der ursprüngliche Vollmachtgeber in der Innenvollmacht seinen Vertreter bevollmächtigt, eine solche zu erteilen, was im Normalfall etwa in einer Generalvollmacht auch ohne ausdrückliche Erwähnung geschieht. Sofern dies der Fall ist, ist die Untervollmacht wirksam und muss nicht nochmals vom ursprünglichen Vollmachtgeber bestätigt werden.

## Anwendungsfälle
Untervollmachten werden häufig in Rechtsanwaltskanzleien eingesetzt, zum Beispiel wenn ein Mandant einen Prozessbevollmächtigten beauftragt und dieser wiederum Untervollmachten an seine Mitarbeiter erteilt. Handelt es sich um eine Kanzlei mit gleichberechtigtem Zusammenschluss mehrerer Partner, so werden diese häufig in der ursprünglichen Vollmacht gleichberechtigt bevollmächtigt. Auch zwischen einem Anwalt am Ort des Mandanten und einem auswärtigen Verkehrsanwalt werden Untervollmachten eingesetzt, etwa damit der Verkehrsanwalt Gerichtstermine in entfernteren Städten wahrnehmen kann. In solchen Fällen sind Untervollmachten häufig beschränkt auf eine Terminsvollmacht. Das senkt die Kosten der Prozessführung und ist sinnvoll, wenn die Reisekosten höher wären als die vom auswärtigen Vertreter in Rechnung gestellten Mehrkosten. Wünscht ein Mandant die persönliche Vertretung durch den eigenen Anwalt, kann er der Untervollmacht widersprechen, muss dann aber für die anfallenden Reisekosten aufkommen.